# Janela de Johari
Janela de Johari é uma ferramenta conceitual do campo da Psicologia, criada por Joseph Luft e Harrington Ingham em 1955, que tem como objetivo auxiliar no entendimento da comunicação interpessoal e nos relacionamentos com um grupo.
Este conceito pode aplicar-se ao estudo a interacção e das relações interpessoais em várias situações, nomeadamente, entre indivíduos, grupos ou organizações.
A palavra Johari tem origem na composição dos prenomes dos seus criadores: Jo (seph) e Hari (Harrington).
O conceito tem um modelo de representação que permite revelar o grau de lucidez nas relações interpessoais, relativamente a um dado ego, classificando os elementos que as dominam, num gráfico de duas entradas (janela): busca de feedback versus autoexposição, subdividido em quatro áreas:
- área livre ou eu aberto ou arena;
- área cega ou eu cego;
- área secreta ou eu secreto;
- área inconsciente ou eu desconhecido.
Para compreender o modelo de representação, imagine uma janela com quatro "vidros" e que cada "vidro" corresponde a uma área anteriormente descrita, sendo a definição de cada uma delas:
- área livre ou eu aberto ou arena – zona que integra conhecimento do ego e também dos outros;
- área cega ou eu cego – zona de conhecimento apenas detido pelos outros, portanto desconhecido do ego;
- área secreta ou eu secreto – zona de conhecimento pertencente ao ego e que não partilha com os outros;
- área inconsciente ou eu desconhecido – zona que detêm os elementos de uma relação em que nem o ego, nem os outros têm consciência ou conhecimento.

Para se entender melhor o funcionamento da janela, vejamos o seguinte exemplo:
Numa relação recente, quando dois interlocutores (duas janelas) iniciam o seu primeiro contacto, a interacção apresenta áreas livres muito reduzidas, áreas cegas relativamente grandes, áreas secretas igualmente extensas e obviamente áreas inconscientes intactas.